# Basta (Jordanien)
Koordinaten: 30° 13′ 38″ N, 35° 32′ 0″ O

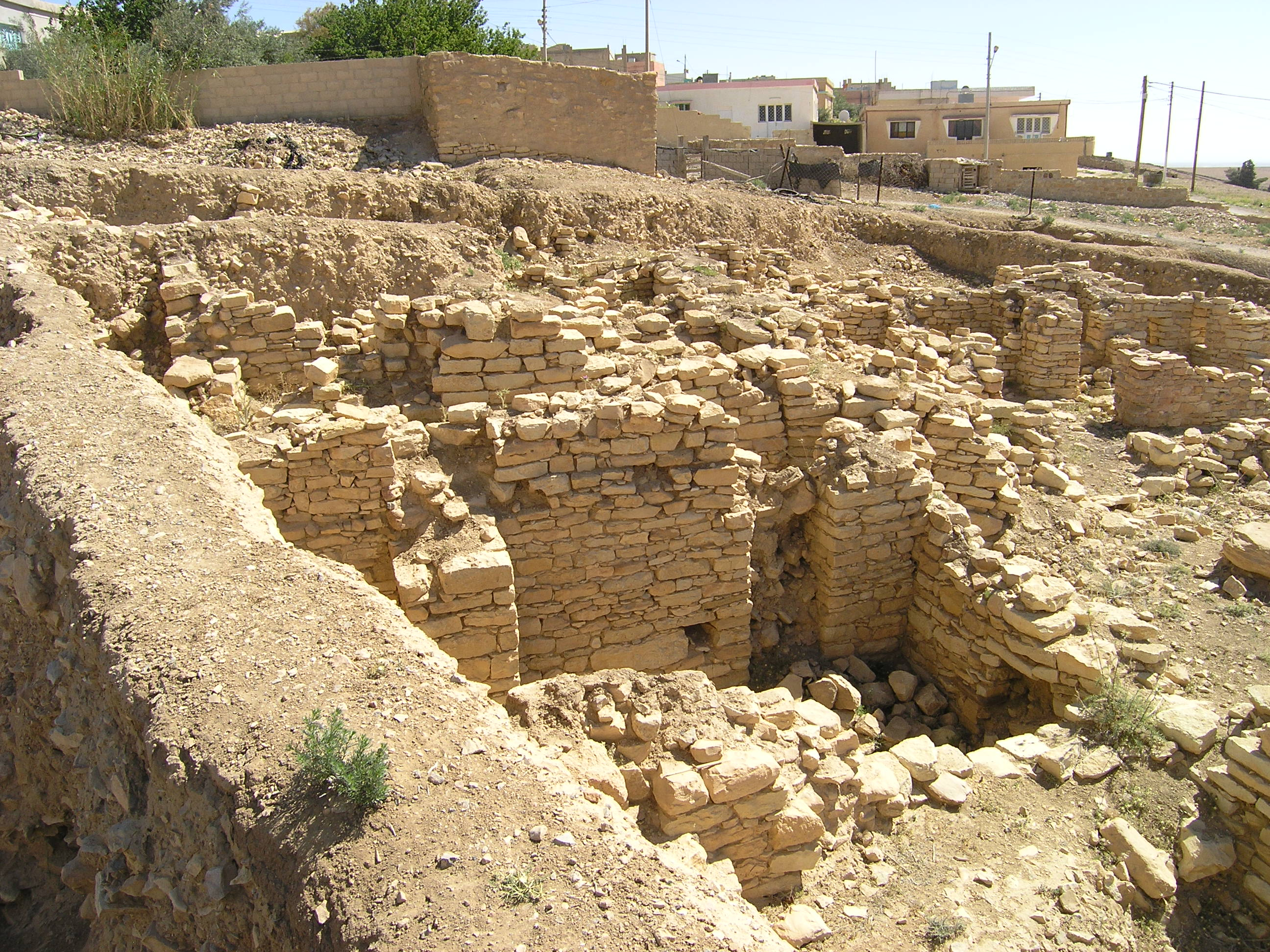
Neolithische Siedlung in Basta, Jordanien

Basta ist ein Dorf im südlichen Jordanien, das durch einen prähistorischen Fundort bekannt wurde. Er gehört, wie das in der Nähe liegende Ba'ja, dem PPNB an und war vor rund 9000 Jahren besiedelt. Basta gehört zu den frühesten bäuerlichen Siedlungen der Region und zeigt ein Fundspektrum, das auf Verbindungen zu entfernteren Regionen hinweist.